# Líbero Guimarães
Líbero Guimarães (Lages, ca. 1835 — Lapa, agosto de 1908) foi um comerciante e político brasileiro.
Filho de Frederico Teixeira Guimarães, foi intendente municipal (vereador) de São Bento do Sul, em 1890. Participou do Cerco da Lapa ao lado das tropas legalistas, obtendo por isto a patente de coronel honorário do exército.
Foi deputado ao Congresso Representativo do Estado de Santa Catarina na 2ª legislatura (1896 — 1897). Foi um dos fundadores do Instituto Histórico e Geográfico de Santa Catarina.